# サードマン現象

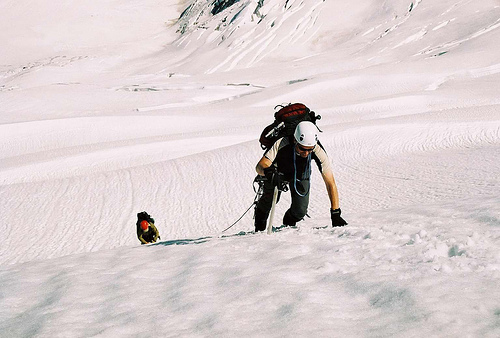
2人の登山者たち

サードマン現象（サードマンげんしょう、英語: The Third Man factor、別名：サードマン症候群）とは、登山家や探検家、不測の事故や災難に遭遇した人などが生死を左右する危険な極限状態の苦境に陥った際、霊のような目に見えない第三者（the third man）的な存在が現れて安心や支えをもたらし、生還に導かれたという体験報告の現象を指す。

## 歴史
イギリスの探検家アーネスト・シャクルトンが1914年から1916年にかけてサウスジョージア島を横断探検した模様を記録した回想録『南へ――エンデュアランス号漂流記』（1919年）の中で、形のない存在が彼の旅に加わり、旅の最後の行程ではもう2人が加わったと述べている。シャクルトンは、「サウスジョージアの名もない山々や氷河を越えた36時間におよぶ長くつらい行軍のあいだ、ときおりわれわれは3人ではなく4人いるように思われた」と記している。シャクルトンは他の隊員に何も言わなかったが、その体験の3週間後に1人の隊員ワースリーがシャクルトンと同様の奇妙な感覚があったことを告白したうえ、もう1人の隊員クリーンも同じ感覚があったことを告白した。
このシャクルトンらが南極探検で体験した不思議な現象から着想し、詩人のT・S・エリオットがモダニズム詩「荒地」（1922年）にて、「第三の人」という言葉を使用したことから、「第三の人」（サードマン）という呼び名がこの現象を指す際に広く知られるようになった。
近年では、登山家のラインホルト・メスナーや極地探検家のピーター・ヒラリーとアン・バンクロフト (冒険家)のような有名な冒険家や矢作直樹などがこの体験を報告している。研究では、この事例を報告する探検家は登山家が最も多く、単独の船乗りと沈没船の生存者が次に多く、極地探検家が後に続く。一部のジャーナリストは、これを守護天使やイマジナリーフレンドの概念と関連付けている。科学的な説明では、これはコーピングや二分心の例であるとする考えや、自己像幻視（ドッペルゲンガー）に関連づける説もある。この概念は、多数を事例を記録したジョン・ガイガーの著書『サードマン: 奇跡の生還へ導く人』（"The Third Man Factor"）によって広く知られるようになった。
現代の精神分析医は、心的外傷患者を治療するために「サードマン現象」を用いている。「心の中で育まれた人物」は、想像による支えと安心を与える。

## 文学における言及
いつも君のそばを歩いている第三の人は誰だ？

数えてみると、君と僕しかしない

けれど白い道の先を見ると

いつも君のそばを歩くもう一人がいる

フードのついた茶色のマントに身を包み音もなく行く

男か女かもわからない

――だが、君の隣にいるのは誰だ？
エリオットのモダニズム詩「荒地」（1922年）の359行目から365行目は、作者によって本書の注釈で述べられているように、シャクルトンの体験に着想を得ている。
ジェラルディン・マコックランのヤングアダルト小説『ホワイトダークネス』（2005年）では、ティーンエイジャーのヒロインのシムが不毛な南極探検に参加する。捨てられて道に迷ったシムは、「サードマン」である想像上の友人のローレンス・オーツ大尉によって安全な場所に導かれる。
ラリー・マクマートリーのウエスタン小説『ロンサム・ダブ』（1985年）では、ガスと共にインディアンの襲撃を切り抜けたピー・アイは、コールのいる場所までの長い道のりを戻る間、彼を導く「お化け」や「幽霊」の体験をする。
マックス・ブルックスの小説『ワールド・ウォー・Z』では、ゾンビが大量発生している地帯の中心にクリスティーナ・エリオポリス大佐が不時着するが、「メッツファン」というコードネームの「スカイウォッチャー」の助けを借りて救出される。後にそれがエリオポリスの想像の産物であることが明らかとなるが、エリオポリスはメッツが実在の人物であると信じ続ける。
2013年の映画『ゼロ・グラビティ』では、医療技師のライアン・ストーンが、宇宙飛行士のマット・コワルスキーが宇宙空間を漂流して絶体絶命の危機に陥るのを見る。疲れ果てたストーンがあきらめようとした時、生き残ったと思われるコワルスキーが現れて彼女の小型宇宙船内に入る。コワルスキーはストーンに継続する意志の力を与えて地球に戻る方法を示すが、やがて彼がストーンの想像の産物であることが明らかになる。